# Шелушин
Шелушин — хутор в Алексеевском районе (городском округе, с 2018) Белгородской области, входит в состав Кущинского сельского поселения.

## Описание
Расположен в восточной части области, в 14 км к югу от районного центра, города Алексеевки. 
| 1859 | 2002 | 2010 |
| ---- | ---- | ---- |
| 326  | ↘69  | ↗83  |

Улицы и переулки
| - ул. Хуторская |

## История
Упоминается в Памятной книжке Воронежской губернии за 1887 год как "хуторъ Шелушин" Щербаковской волости Бирюченского уезда. Число жителей обоего пола — 573, число дворов — 47.